# Perdamean (Babul Rahmah)
Perdamean is een bestuurslaag in het regentschap Aceh Tenggara van de provincie Atjeh, Indonesië. Perdamean telt 209 inwoners (volkstelling 2010).